# Richard Toepffer

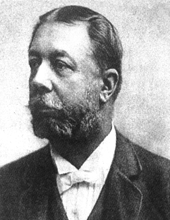
Richard Toepffer

Karl Richard Toepffer (* 27. Mai 1840 in Stettin; † 19. Juni 1919 in Magdeburg) war ein deutscher Industrieller. Er war maßgeblich an der Einführung von Dampfpflug und Dampfdresche in Deutschland beteiligt.

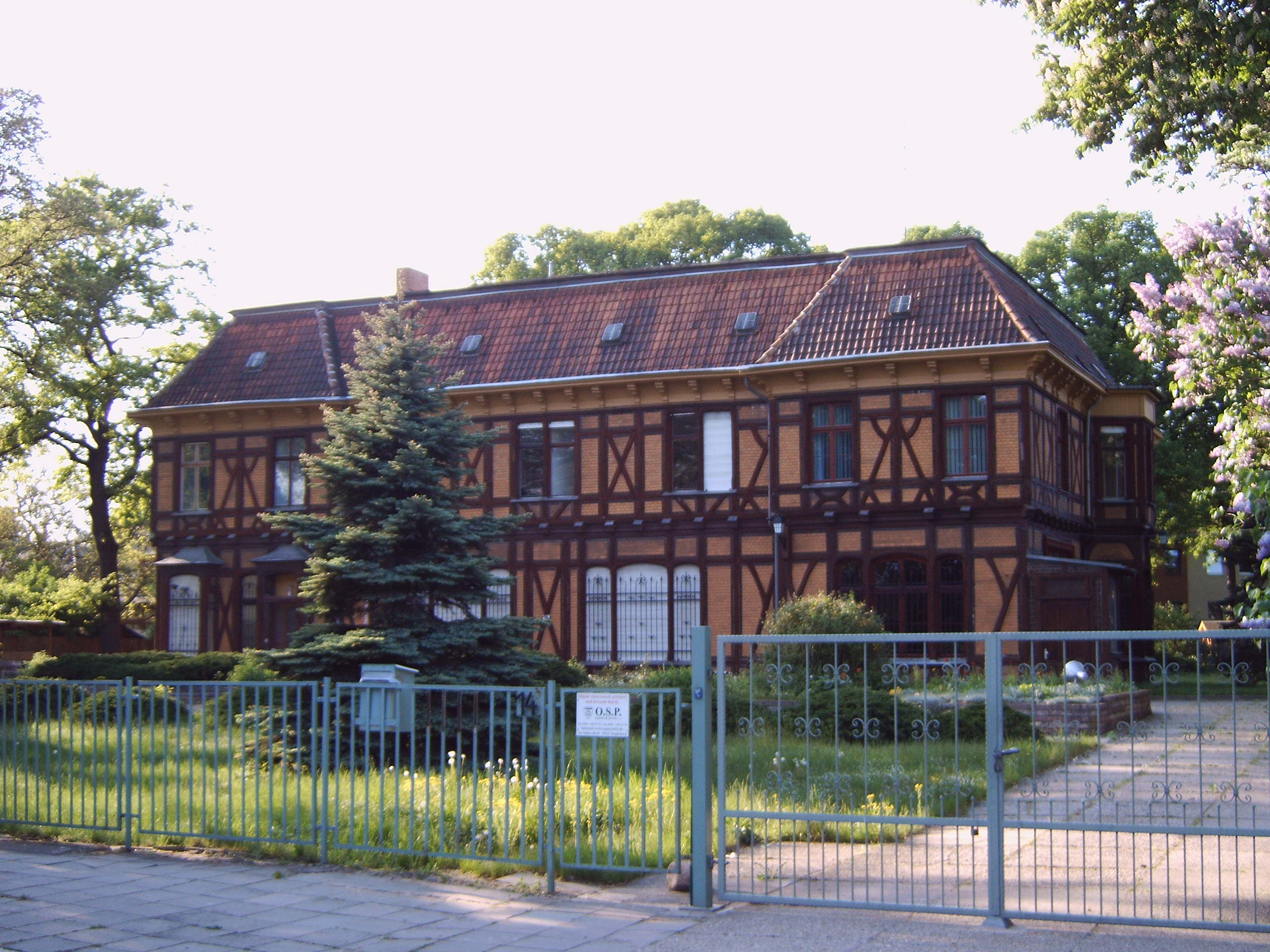
Villa Toepffer

## Leben
Richard Toepffer war der Sohn des Kommerzienrates Gustav Adolf Toepffer,  Mitinhaber einer der größten deutschen Zementfabriken, die 1883 sein Bruder Albert Eduard Toepffer übernahm. Er besuchte zunächst ein Gymnasium in Stettin und begann sich dann für die Landwirtschaft zu interessieren. Während der Weltausstellung 1862 in London lernte der an der modernen maschinellen Landwirtschaftstechnik interessierte Toepffer den Erfinder des Dampfpflugs John Fowler kennen.
Toepffer blieb zunächst in England, um eine Anstellung bei Fowlers Unternehmen John Fowler & Co. anzunehmen, bei dem auch bereits Max Eyth beschäftigt war. Im Februar 1864 ging er für die Firma nach Ägypten um als Chefingenieur im Auftrage des ägyptischen Vizekönigs Ismail Pascha den Einsatz von 100 Dampfpflügen zu leiten. Nach einigen Jahren kam Toepffer nach England zurück und gründete eine Lohndampfpfluggesellschaft. Das bis dahin für die meisten unerschwingliche Dampfpflügen wurde durch diese Gesellschaft für breitere Kreise wirtschaftlich. Ab 1868 bemühte er sich, den Dampfpflug auch in Deutschland einzuführen. Ein erster Pflug wurde noch 1868 in einem Gut bei Wolmirstedt aufgestellt. Auch in Mahndorf, Adersleben, Ermsleben und Hoym fanden entsprechende Vorführungen statt.
Die bereits eingeleitete Eröffnung einer Fowler-Filiale in Magdeburg wurde durch den Deutsch-Französischen Krieg gestoppt. Der patriotisch eingestellte Toepffer meldete sich umgehend freiwillig zum Militärdienst. In der Zeit des Kriegs bewerkstelligte Toepffer den auf seinem Vorschlag basierenden Einsatz von zwei Dampf-Straßenlokomotiven (Lokomobile) von John Fowler & Co. für militärische Zwecke. Es wurden vor allem Munition und schwere Ausrüstungsgegenstände im Frontgebiet transportiert. Der Einsatz wurde als Erfolg gewertet. Toepffer erhielt mehrere Orden.

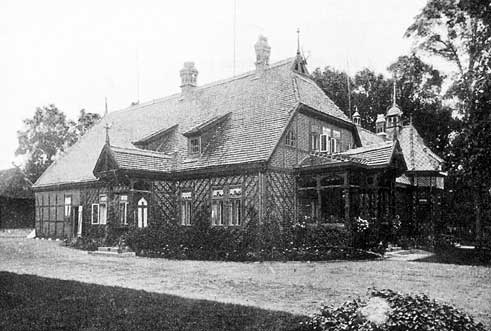
Heidehof in Lopau

Toepffer eröffnete in Magdeburg eine Filiale der Firma Fowler für Lohndampfpflüge, deren Teilhaber er später wurde. Neben Dampfpflügen kamen auch Dampfwalzen und Straßenlokomotiven in das Firmenprogramm.

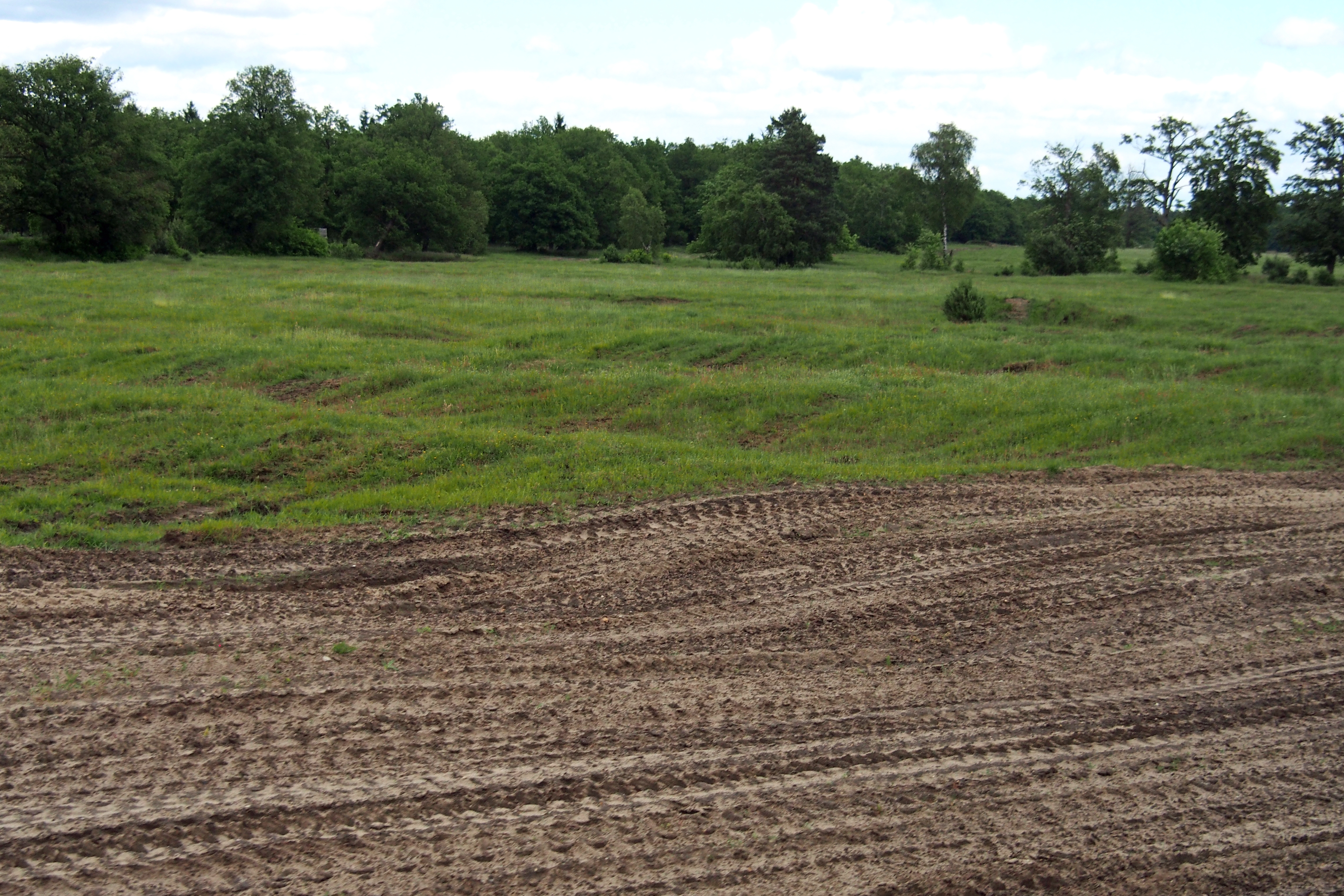
Die ehemaligen „Westerhorner Schläge“ (benannt nach Toepffers Westerhorner Gut), hier führte Toepffer das Dampfpflügen durch. Die Furchen sind noch zu erkennen. Heute ist hier die Schießbahn 5 des Truppenübungsplatzes Munster-Nord

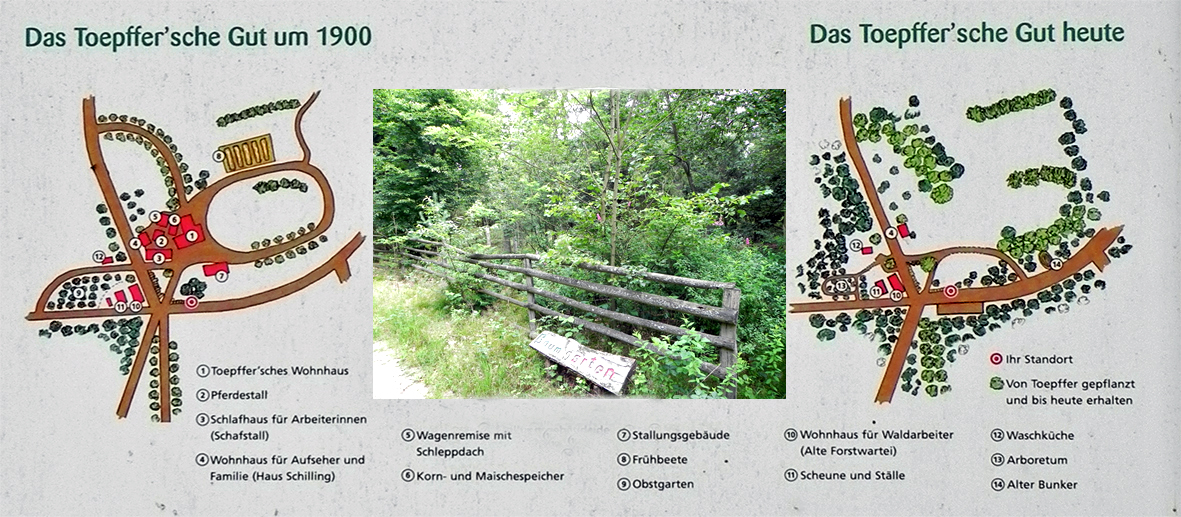
Das Töpfersche Gut in Lopau 1900/2010

1895 erwarb Toepffer den „Aevermannschen Hof“, einen sanierungsbedürftigen Heidehof, in Lopau. Das alte Bauernhaus musste wegen Baufälligkeit abgerissen werden. Er baute eine Scheune zu seinem Wohnhaus um und gestaltete das 3.000 Morgen große Areal zum repräsentativen Landsitz. Das Anwesen diente auch zur Vorführung neuer land- und forstwirtschaftlicher Maschinen. Insbesondere wollte er die Leistungsfähigkeit der Dampfpflüge auf den verarmten Böden zur Vorbereitung zur Aufforstung und Ackerwirtschaft demonstrieren. Der Heidedichter Hermann Löns erwähnt in seinem Buch Haidbilder, Kapitel Das Könekenmeer diese Aktivitäten. 

„Wenn man von Lopau, das da hinten in der Haide zwischen Ülzen und Munster liegt, den Hützeler Weg entlang geht [...] Bevor der Dampfpflug hier das Land um und um wühlte und den Boden für die Fuhren [Kiefern] zurecht machte[...] war da alles kahle Schnuckenheide[...]“

Noch heute sind die Spuren des Tiefpflügens zu sehen.
1922 wurde das Gut an den Staat verkauft. Es gehört heute zum Truppenübungsplatz Munster-Nord, an dessen äußerstem Nordrand gelegen. Der Gutshof Töpfers selbst wurde 1978 durch die Bundeswehr abgerissen. Das „Haus Schilling“, benannt nach einem Vertriebenen, der nach dem Zweiten Weltkrieg hier wohnte, zu Töpfers Zeit die Wohnung der Aufseherfamilie, ist heute ein Heim der Waldjugend Munster. Das ehemalige Wohnhaus der Waldarbeiter (Alte Forstwartei) dient heute als Betriebs- und Wohnhaus des Geschäftsbereichs Bundesforst der Bundesanstalt für Immobilienaufgaben. 
An Toepffer erinnert noch der Töpferturm am rechten Ufer des Heideflusses Lopau.
In Magdeburg kaufte Toepffer bereits in den 1880er Jahren ein 15 Morgen großes Grundstück. Hier entstanden von 1885 bis 1891 ein Wohnhaus, die Villa Toepffer, und der dazugehörige, 1884 angelegte Toepffers Park. Während das Wohnhaus noch heute besteht, wurde der Park später überbaut. An ihn erinnert noch die Straßenbezeichnung Toepfferspark.
Toepffers Grab befindet sich auf dem Magdeburger Westfriedhof.